# تريستان دو
تريستان دو (بالفرنسية: Tristan Do)‏ (بالتايلندية: ทริสตอง โด)‏ هو لاعب كرة قدم تايلاندي وفرنسي، ولد في 31 يناير 1993 في باريس في فرنسا. شارك مع منتخب تايلاند تحت 23 سنة لكرة القدم ومنتخب تايلاند لكرة القدم. أما مع النوادي، فقد لعب مع موانغتونغ يونايتد ونادي بوليس تيرو ونادي جازيليك أجاكسيو ونادي لوريان.

## وصلات خارجية
- تريستان دو على موقع قاعدة بيانات كرة القدم.إي يو (الإنجليزية)
- تريستان دو على موقع ناشيونال فوتبول تيمز (الإنجليزية)
- تريستان دو على موقع Soccerway.com (الإنجليزية)
- تريستان دو على موقع عالم كرة القدم.نت (الإنجليزية)
- تريستان دو على موقع AS.com (الإسبانية)